# سامي بن عبد الله العبيدي
سامي بن عبد الله العبيدي (11 أبريل 1967 - 4 أكتوبر 2024)، اقتصادي سعودي، وهو أحد القيادات البارزة في المشهد الاقتصادي في السعودية، والرئيس الأسبق لاتحاد الغرف السعودية وللغرفة التجارية بالطائف. حاصل على دكتوراه في إدارة الأعمال. كان العبيدي جزءًا من المبادرات التي تدعم رؤية المملكة 2030.

## المناصب
- رئيس مجلس إدارة الغرف السعودية
- عضو مجلس إدارة الهيئة العامة للسياحة والتراث الوطني
- رئيس مجلس إدارة الغرفة التجارية الصناعية بالطائف
- مستشار معالي محافظ الطائف للتطوير والتخطيط (سابقاً)
- عضو مجلس التنمية السياحي
- عضو لجنة التنمية الاقتصادية بأمارة منطقة مكة المكرمة
- رئيس لجنة حسم المنازعات بين أعضاء مجالس الغرف
- عضو مجلس إدارة جمعية مراكز الأحياء
- عضو مجلس التدريب بشركة أرامكو
- عضو مجلس الأندية العلمية بوزارة التعليم
- عضو الجمعية السعودية للتاريخ
- رئيس لجنة الخبراء بمجلس الغرف السعودية
- رئيس مجلس إدارة شركة منتجات الطائف
- رئيس مجلس إدارة شركة إياب للتسويق
- كبير مشرفي الموارد البشرية بالخطوط السعودية من عام 1411 حتى 1435 هـ.[2]

## وفاته
وافته المنية يوم الجمعة 4 أكتوبر 2024 (1446 هـ) عن عمر يناهز 57 عاما.